# Вітакерс (Північна Кароліна)
Вітакерс (англ. Whitakers) — місто (англ. town) в США, в округах Еджком і Неш штату Північна Кароліна. Населення — 627 осіб (2020).

## Географія
Вітакерс розташований за координатами 36°6′21″ пн. ш. 77°42′47″ зх. д. / 36.10583° пн. ш. 77.71306° зх. д. (36.105746, -77.713087).  За даними Бюро перепису населення США в 2010 році місто мало площу 2,13 км², уся площа — суходіл.

## Демографія
Згідно з переписом 2010 року, у місті мешкали 744 особи в 319 домогосподарствах у складі 205 родин. Густота населення становила 350 осіб/км².  Було 372 помешкання (175/км²).
Расовий склад населення:
| - 70,2 % — чорних або афроамериканців - 25,5 % — білих - 0,5 % — азіатів - 0,3 % — корінних американців - 1,1 % — осіб інших рас |

До двох чи більше рас належало 2,4 %. Частка іспаномовних становила 2,0 % від усіх жителів.
За віковим діапазоном населення розподілялося таким чином: 20,3 % — особи молодші 18 років, 59,9 % — особи у віці 18—64 років, 19,8 % — особи у віці 65 років та старші. Медіана віку мешканця становила 45,3 року. На 100 осіб жіночої статі у місті припадало 86,5 чоловіків;  на 100 жінок у віці від 18 років та старших — 87,1 чоловіків також старших 18 років.
Середній дохід на одне домашнє господарство  становив 36 561 долар США (медіана — 25 089), а середній дохід на одну сім'ю — 45 245 доларів (медіана — 32 019). Медіана доходів становила 30 625 доларів для чоловіків та 25 694 долари для жінок. За межею бідності перебувало 27,3 % осіб, у тому числі 40,2 % дітей у віці до 18 років та 23,2 % осіб у віці 65 років та старших.
Цивільне працевлаштоване населення становило 341 особа. Основні галузі зайнятості: роздрібна торгівля — 18,2 %, освіта, охорона здоров'я та соціальна допомога — 14,7 %, науковці, спеціалісти, менеджери — 10,9 %, виробництво — 10,9 %.